# Isma Piñera
Ismael Piñera Zapatero (Gijón, 27 de mayo de 1977) es un exfutbolista y entrenador español.

## Trayectoria
Se formó en los equipos de fútbol base del Colegio de la Inmaculada de Gijón antes de incorporarse a la cantera del Real Sporting de Gijón, equipo con el que llegó a debutar en Primera División en la temporada 1997-98. Tras una grave lesión, fue traspasado al Racing Club de Ferrol en 2005, donde decidió poner fin a su carrera deportiva tras concluir la campaña 2005-06.
En la temporada 2012-13 ejerció como delegado del Real Sporting de Gijón "B" y en la 2015-16 pasó a ocupar el cargo de segundo entrenador del equipo. Tras la destitución del técnico Tomás Hervás el 6 de abril de 2016, fue nombrado entrenador provisional del Sporting "B". En la campaña 2016-17 pasó a ser entrenador del equipo juvenil de División de Honor del Real Sporting de Gijón.

## Clubes

### Como jugador
| Club                       | País   | Año       |
| -------------------------- | ------ | --------- |
| Real Sporting de Gijón "B" | España | 1994-1995 |
| Gijón Industrial           | España | 1995-1996 |
| Candás Club de Fútbol      | España | 1996-1997 |
| Real Sporting de Gijón "B" | España | 1997-1998 |
| Real Sporting de Gijón     | España | 1997-2005 |
| Racing Club de Ferrol      | España | 2005-2006 |

### Como entrenador
| Club                       | País   | Año       |
| -------------------------- | ------ | --------- |
| Real Sporting de Gijón "B" | España | 2016      |
| Real Sporting de Gijón "B" | España | 2018-2019 |